# Tsé Tsan-tai
Tsé Tsan-tai (chinês tradicional: 謝纘泰 ou 謝贊泰, pinyin: Xiè Zàntài; 16 de maio de 1872 - 4 de abril de 1938), nome de cortesia Sing-on (聖安), com o nome de arte Hong-yu (康如), foi um revolucionário chinês-australiano, ativo durante o final da dinastia Qing. Tsé tinha interesse em projetar dirigíveis, mas nenhum foi construído. Seu livro A República Chinesa: História Secreta da Revolução (中華民國革命秘史), publicado em 1924 pelo South China Morning Post, do qual foi co-fundador, é uma importante fonte de estudos sobre a revolução anti-Qing.

## Vida pregressa
Nasceu em Grafton, Nova Gales do Sul, filho de Tsé Yat-cheong (謝日昌) que era um nacionalista chinês, Tsé Tsan-tai foi batizado "James See" em 1º de novembro de 1879. Sua família era próxima da família de Vivian Chow Yung, outra proeminente sino-australiana de Grafton. Em 1887, Tsan-tai mudou-se para Hong Kong com sua família e foi educado na Escola Central do Governo (agora Queen's College). Posteriormente, Tsé trabalhou como secretário no Departamento de Obras Públicas do Governo de Hong Kong por quase 10 anos.

## Interesse em dirigíveis

Esboço do dirigível "CHINA" projetado por Tsan-Tai, o qual afirmou ter inventado o primeiro dirigível controlável. O esboço foi publicado no The Far Eastern Review em janeiro de 1908.

Tsé afirmou ter “inventado” e projetado o primeiro dirigível manobrável do mundo em 1894, que ele chamou de “CHINA”. Depois de aperfeiçoar seu projeto, em 1899 ele escreveu para Hiram S. Maxim da então recém-fundida Vickers & Maxim Company, que também havia começado a construir dirigíveis. Ele forneceu desenhos e explicações sobre como seu projeto permitiria que os dirigíveis fossem guiados por hélices e que o balão, “em forma de charuto”, seria envolto em uma casca de alumínio, “protegendo-o dos mísseis inimigos”.
No entanto, Maxim obviamente não ficou muito impressionado, respondendo educadamente a Tsé que já estava de posse dos “segredos” de Tsé. Os "segredos" a que Maxim se referia foram, coincidentemente, revelados nesse mesmo ano com o lançamento na Alemanha do primeiro dirigível rígido gigante do Conde von Zeppelin. O Zeppelin estava muito à frente de Tsé, tendo começado a planejar essas naves já em 1874; ele até patenteou os desenhos detalhados do projeto em 1895, muito antes de Tsé começar a colocar no papel sua “invenção”.

## Como um revolucionário anti-dinastia Qing

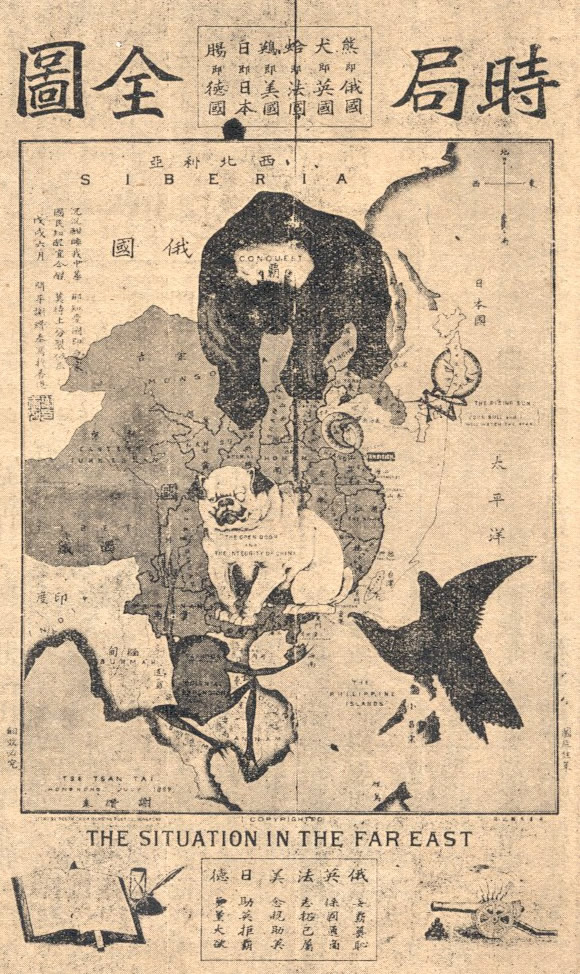
A situação no Extremo Oriente (1899).

Em 13 de março de 1892, Tsé, juntamente com Yeung Ku-wan e outros, fundaram a Furen Literary Society (Sociedade Literária Furen):47em Pak Tse Lane, Sheung Wan, com o princípio orientador de "Ducit Amor Patriae" (盡心愛國 em chinês, literalmente "Ame seu país de todo o coração"). A Sociedade Literária Furen foi incorporada ao capítulo de Hong Kong da Sociedade para a Renegeração da China em 1895, com Yeung e Sun Yat-sen como presidente e secretário da sociedade, respectivamente. Quando Yeung e Sun fugiram para o exterior após o malsucedido Primeiro Levante de Guangzhou, Tsé permaneceu em Hong Kong.

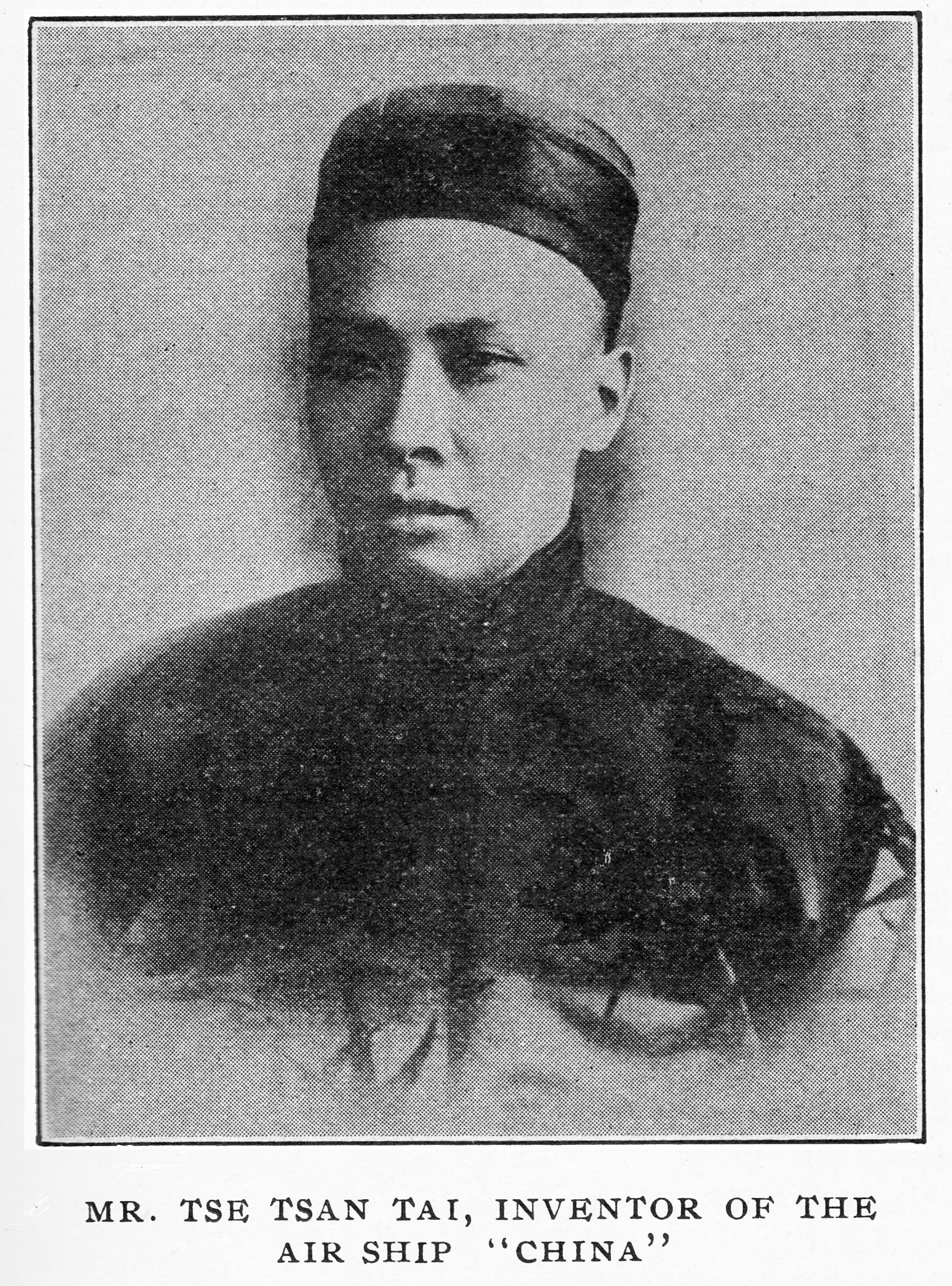
Retrato de Tsé Tsan-tai c. 1907.

Depois que Yeung foi assassinado por agentes Qing em 1901, Tsé procurar arduamente seu enterro no Cemitério de Hong Kong, embora com uma lápide sem nome.  Determinado a vingar seu amigo, Tsé, junto com seu pai, seu irmão, Hung Chuen-fook (洪全福) e tríades, tramaram outra revolta no Cantão. Eles pediram o estabelecimento do Estado do Grande Reino Celestial Ming (大明順天國), um Estado democrático com um sábio e talentoso eleito como presidente, e persuadiu Yung Wing a servir como presidente provisório do Estado. De acordo com o plano, com patrocínio financeiro de Li Ki-tong (李紀堂), eles destruiriam o Templo do Imperador (萬壽宮) com explosivos em 28 de janeiro de 1903, matando todas as autoridades ali presentes, para depois ocupar a cidade do Cantão. A trama vazou para o governo Qing por um informante traidor. 
Como jornalista, Tsé escreveu a primeira declaração da Sociedade para a Renegeração da China, com uma carta aberta ao imperador Guangxu em inglês. Ele também publicou a charge A situação no Extremo Oriente (The Situation in the Far East, 時局全圖) para alertar os patriotas contra a ambição das potências ocidentais de dividirem a China. Em novembro de 1903, Tsé co-fundou o jornal South China Morning Post com Alfred Cunningham.
Tsé também era cristão e publicou um livro intitulado A Criação, o Jardim do Éden e a Origem dos Chineses em 1914. Nele, ele argumentou que o Jardim do Éden estava localizado na atual Xinjiang e que muitos eventos e narrativas bíblicas ocorreram nas proximidades da China.

## Depois da revolução
Após a Revolução Xinhai em 1911, Tsé não se envolveu no governo da República da China . Ele morreu em 4 de abril de 1938 e foi enterrado em Hong Kong.